# Челюскин (полуостров)
Полуостров Челюскин — северная глубоко вдающаяся в море часть полуострова Таймыр, на севере Таймырского (Долгано-Ненецкого) района, Красноярского края России. Полуостров расположен между морями Карское и Лаптевых, южная граница полуострова проходит по бухте Гафнер-Фьорд, рекам Ленинградская, Жданова и Фаддея и заливу Фаддея. На севере полуострова расположен мыс Челюскин — самая северная континентальная точка России, Евразии и мира.

## География
Площадь полуострова составляет около 16 тыс. км². Рельеф представлен в виде нескольких плато и невысоких гор. Самая высокая точка г. Октябрьская расположенная на юго-востоке полуострова высотой 371 м. Крупнейшие реки: Гольцовая, Тессема, Серебрянка и Кельха. Крупнейшие озера: Анучина и речной залив Рыбный. На востоке полуострова глубоко вдаются заливы Терезы Клавенес и Симса. Полуостров занят преимущественно арктической тундрой с изредка встречающимися участками мохово-лишайничковых тундр.

## Климат
Климат полуострова арктический морской с частыми ветрами и летними заморозками.